# Schoolboy Records
Schoolboy Records је америчка дискографска кућа коју је основао Скутер Браун током 2007. године. Има посебан пословни аранжман са Universal Music Group.

## Извођачи
- Карли Реј Џепсен
- Џастин Бибер